# James F. Gusella
James Francis Gusella (* 1952 in Ottawa) ist ein kanadischer Genetiker und Molekularbiologe, bekannt für Entdeckungen zur Genetik neuronaler Erkrankungen.
Gusella studierte Biologie an der University of Ottawa mit dem Bachelor-Abschluss 1974 und machte 1976 seinen Master-Abschluss in medizinischer Biophysik an der University of Toronto. 1980 wurde er am Massachusetts Institute of Technology in Biologie (Genetik) promoviert. Gleich darauf war er an der Harvard Medical School (HMS) im Massachusetts General Hospital (MGH), wo er heute Professor und Direktor des Center for Human Genetic Research (CHGR) ist. Er leitet dort auch die Gruppe für molekulare Neurogenetik. Er leitet auch das Zentrum für Neurofibromatose der HMS.
Gusella lokalisierte in den 1980er Jahren mit DNA Markern und Linkage-Analyse Gene für menschliche Krankheiten wie die Huntington-Krankheit auf Chromosom 4 (er war auch an der Aufklärung der Struktur des zugehörigen Gens 1993 beteiligt) und Neurofibromatose.
1997 erhielt er mit Konrad Beyreuther und Colin L. Masters den König-Faisal-Preis für Medizin. Er erhielt den Metropolitan Life Foundation Award for Medical Research, den National Health Council Award for Medical Research (als Teil der Gruppe, die die Gene für die Huntington-Krankheit lokalisierte), den J. Allyn Taylor International Prize in Medicine, den Dana Award for Pioneering Achievement in Health, den  Neuronal Plasticity Award der Fondation IPSEN und den Robert S. Dow Award for Neuroscience. 1987 erhielt er den Cressy Morrison Award der New York Academy of Sciences. Für 2016 wurde ihm der William Allan Award zugesprochen.